# Witbuikdikbekje
Het witbuikdikbekje (Sporophila leucoptera) is een zangvogel uit de familie Thraupidae (tangaren).

## Verspreiding en leefgebied
Deze soort telt 4 ondersoorten:
- S. l. mexianae: zuidelijk Suriname en noordoostelijk Brazilië.
- S. l. cinereola: oostelijk Brazilië.
- S. l. leucoptera: centraal en zuidelijk Brazilië, Paraguay en noordelijk Argentinië.
- S. l. bicolor: zuidoostelijk Peru en Bolivia.